# IC 985
IC 985 ist eine leuchtschwache Spiralgalaxie vom Hubble-Typ Sb im Sternbild Jungfrau auf der Ekliptik. Sie ist rund 395 Millionen Lichtjahre von der Milchstraße entfernt und hat einen Durchmesser von etwa 55.000 Lichtjahren. 

Im selben Himmelsareal befinden sich u. a. die Galaxien IC 977 und IC 978.
Das Objekt wurde am 19. Februar 1887 vom US-amerikanischen Astronomen Francis Preserved Leavenworth entdeckt.